# Ciliarkroppen

Ciliarkroppen (nr 10) fungerar som upphängning för linsen (11) via zonulatrådarna (15).

Ciliarkroppen (Corpus ciliare eller strålkroppen) är en del av uvea i ögat, där linsen är upphängd via zonulatrådarna och där ackommodationsmuskeln (musculus ciliaris) finns. Ackommodationsmuskeln reglerar linsens brännvidd, alltså inställning för seende på långt eller nära håll. Ciliarkroppen är längst fram på tunica vaculosa och har ciliarutskott. Ciliarutskotten bekläds av två olika sorters kubiskt epitel. Det första lagret med kubiskt epitel vetter mot glaskroppen är pigmenterat och har som funktion att absorbera ljus. Lagret under detta (längre bort från glaskroppen) är det icke-pigmenterade lagret med epitelceller vars funktion är att producera kammarvätska och agera som fästpunkt för zonulatrådarna. Zonulatrådarna sitter fast i epitelets basalmembran. 
De två kubiska skikten tillsammans utgör ett flerskiktat epitel som skiljer sig från annat flerskiktat epitel. De två kubiska epitelcellslagren har nämligen två egna basalmembran som gör att de två typerna av celler har sina apikala domäner riktade mot varandra. 
Kammarvatten utsöndras från ciliarkroppen. Choroidean (åderhinnan) är kontinuerlig med ciliarkroppen. Ciliarkroppens inre består av bindväv som fortsätter i choroidean. 
I ciliarkroppen finns ciliarmuskeln som kan delas in i ett inre och ett yttre lager. Det inre lagret har cirkulärt arrangerade glatta muskelceller. Kontraktionen i det inre lagret leder till att zonulatrådarna blir mindre spända som i sin tur resulterar i att linsen intar en rundare form. Då kan man se bra på nära håll. Det yttre lagret har radiellt arrangerade glatta muskelceller. Här leder kontraktion till att zonulatrådarna spänns vilket gör att linsen blir plattare och att man kan se bättre på längre håll.